# Novaki Oborovski
Novaki Oborovski – wieś w Chorwacji, w żupanii zagrzebskiej, w gminie Rugvica. W 2011 roku liczyła 305 mieszkańców.